# ビリー・コーガン
ウィリアム・パトリック・コーガンJr.（William Patrick Corgan Jr.、1967年3月17日 - ）、通称ビリー・コーガン（Billy Corgan）は、アメリカのミュージシャン、詩人である。オルタナティヴ・ロックバンド、スマッシング・パンプキンズ、及びズワンの中心人物として知られる。ローリング・ストーン誌の2007年11月号の企画、「ローリング・ストーンの選ぶ歴史上最も過小評価されている25人のギタリスト」において第22位。
1990年代後期からスキンヘッドにしている。身長192cm。

## 来歴

### 生い立ち
1967年3月17日 、イリノイ州シカゴに隣接した町、エルク・グローヴ・ヴィレッジで生まれる。父はブルースミュージシャンのビル・コーガン（Bill Corgan）。ビリーの弟が生まれた後の1970年に両親が離婚。兄弟は父に引き取られ、再婚相手と共に暮らすことになる。継母との関係は良好とはほど遠かったが、ビリーは実父と継母の間に生まれた弟をかわいがり、よく面倒を見ていたという。今でもビリーはこの弟と親密な関係を保っており、2008年には一緒にスマッシング・パンプキンズのステージに上がったこともある。その後、実父と継母が離婚すると、ビリーは他の兄弟とともに継母と住むことを選んだ。後年、本人はこのような複雑な家庭環境が表現の源となったと語っている。
ビリーは高校に入学するまで野球に打ち込んでおり、熱心なシカゴ・カブスのファンでもあった。しかし、ある日友人の家でフライングVを目にしたことをきっかけにギターを始めることを決意する。ビリーは自分の貯金を父親に託してギターを買ってきてもらい、レスポールのコピーモデルを手に入れた。この日以来、彼は独学でギターを弾くようになる。当時の彼は、ヘヴィ・メタルの始祖であるブラック・サバスや、メインストリームのロックを奏でていたクイーン、ボストン、チープトリックなどがお気に入りだった。しかし、バウハウスとザ・キュアーに出会ったことがきっかけでオルタナティヴ・ロックに興味を持つようになる。
高校を優等で卒業したビリーにはミシガン大学をはじめ複数の大学から奨学金の申し出があったが、音楽の道に進むためこれを断った。1985年、ビリーはフロリダ州セントピーターズバーグに移住し、"The Marked"というバンドで活動するようになる。しかし、思うような成功を収めることができず、夢破れてシカゴに帰ってくることになった。

### スマッシング・パンプキンズ

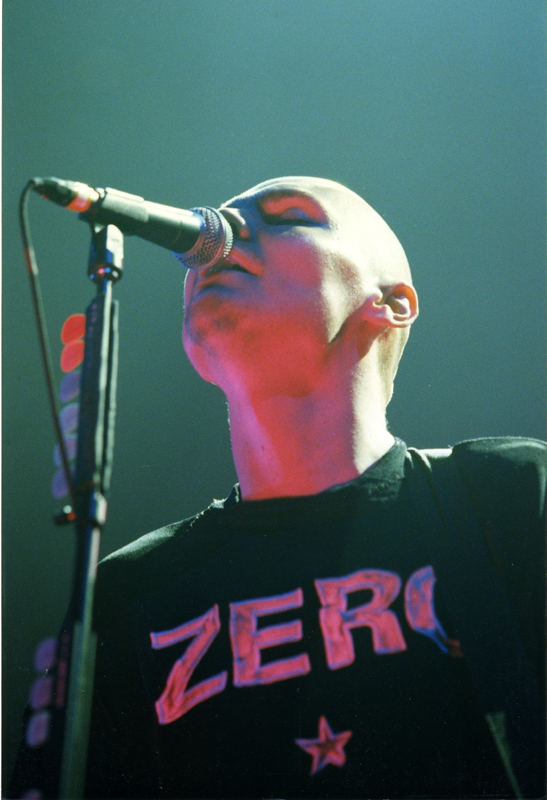
1995年

レコード店で働いたビリーはある日、ジェームス・イハと知り合う。二人は一緒に曲作りをするようになり、いつしかバンドを結成することを考えるようになった。ライブハウスでの偶然の出会いからダーシー・レッキーがベーシストに迎えられ、共通の友人の紹介でドラマーのジミー・チェンバレンが加入し、スマッシング・パンプキンズが誕生した。そして、1988年10月5日、シカゴの「メトロ」というライブハウスで4人はバンドとして初めてのステージに立った。1999年、チープ・トリックの結成25周年記念コンサートのアンコールに出演しJust Got Backを演奏した。

### ズワンとソロ活動
スマッシング・パンプキンズの解散後、ビリーは新バンド、ズワンを立ち上げる。比較的小さな会場を回る精力的なツアーをこなし、アルバムも発表したが、メンバー間の不和により解散した。
2001年の夏にはニュー・オーダーのゲット・レディーツアーにサポートギタリストとして参加。同年のフジロック・フェスティバルのステージにも立った。
2004年、ビリーは『Blinking with Fists』と題した、彼にとって最初の詩集を出版する。この作品では、当時のガールフレンドであったイェレナ・ヤムチュックが表紙をはじめとするアートワークを担当した。
2005年には、初のソロ作品『フューチャー・エンブレイス』を発表した。その後、同アルバムをサポートするため小規模のツアーを行ったが、アルバムの売り上げは伸びず、最終的に6万9000枚しか売れなかった。

### スマッシング・パンプキンズ再結成
2005年にシカゴの新聞上でスマッシング・パンプキンズの再結成を宣言する広告を出した後、2006年から新メンバーとともに本格的に活動を再開し、2023年現在もバンドは活動中である。

## ディスコグラフィー

### ソロ・アルバム
- ザ・フューチャー・エンブレイス (The Future Embrace) - 2005年
- オジララ（Ogilala）- 2017年
- コティリオンズ（Cotillions）- 2019年

## その他
ドナルド・トランプへの支持を表明する発言を度々している。また2012年、2016年には極右の陰謀論者として知られているアレックス・ジョーンズの番組「インフォウォーズ」にゲスト出演している。
2017年5月にプロレス団体の統括組織であるNWAの名前、商標、ベルトなどを購入し、現在NWAのオーナーとしても活動している。